# Trophée des grimpeurs féminin
Le Trophée des grimpeurs féminin est une course cycliste féminine qui se tenait tous les en France, autour d'Argenteuil. La course était l'une des épreuves de la coupe de France féminine depuis 2000 (date de création de la Coupe de France).  
La compétition longue d'environ 60 km, créé en 2000 est arrêté à partir de 2010 faute de financement.

## Palmarès
| Année | Vainqueur              | Deuxième                 | Troisième              |
| ----- | ---------------------- | ------------------------ | ---------------------- |
| 2000  | Edita Pučinskaitė      | Juliette Vandekerckhove  | Delphine Tonini        |
| 2001  | Jeannie Longo-Ciprelli | Magali Le Floc'h         | Sandrine Marcuz-Moreau |
| 2002  | Miho Oki               | Sophie Creux             | Sandrine Marcuz-Moreau |
| 2003  | Magali Le Floc'h       | Juliette Vandekerckhove  | Sandrine Marcuz-Moreau |
| 2004  | Jeannie Longo-Ciprelli | Magali Le Floc'h         | Marion Clignet         |
| 2005  | Johanna Buick          | Sonia Huguet             | Magali Le Floc'h       |
| 2006  | Maryline Salvetat      | Karine Gautard           | Marina Jaunatre        |
| 2007  | Jeannie Longo-Ciprelli | Edwige Pitel             | Delphine Tonini        |
| 2008  | Jeannie Longo-Ciprelli | Christel Ferrier-Bruneau | Magali Le Floc'h       |
| 2009  | Jeannie Longo-Ciprelli | Edwige Pitel             | Karine Gautard         |